# Charles Pomeroy Stone
Charles Pomeroy Stone, né le 30 septembre 1824 à Greenfield, dans le Massachusetts, et mort le 24 janvier 1887 à New York, est un officier de carrière de l'armée des États-Unis, ingénieur civil et géomètre qui servit comme général dans l'Armée de l'Union lors de la guerre de Sécession.
Il combat avec distinction pendant la guerre américano-mexicaine, obtenant deux promotions (brevet) pour sa performance pendant le conflit. Après avoir démissionné et travaillé comme géomètre pour le gouvernement mexicain, il retourne dans l'armée américaine pour participer à la guerre civile opposant l'Union à la Confédération.
Stone aurait été le premier volontaire à entrer dans l'armée de l'Union et, pendant la guerre, il sert en tant qu'officier général, connu pour son implication dans la bataille de Ball's Bluff en octobre 1861. Considéré comme responsable de la défaite de l'Union, Stone est arrêté et emprisonné pendant près de six mois, principalement pour des raisons politiques. Il n'est jamais jugé et, après sa libération, il n'exerce plus de commandement important durant le conflit.
Après la guerre, Stone travaille comme ingénieur pour la Dover Mining Company puis, à partir de 1870, il sert pendant 13 ans comme chef d'État-major et général aide de camp du khédive Ismaïl Pacha dans l'armée égyptienne, période durant laquelle il sera élevé au grade de lieutenant-général et reçoit le titre de Ferik Pacha. Stone rentre ensuite aux États-Unis, où il travaille comme ingénieur en chef pour la construction du socle et des fondations de la statue de la Liberté. Il meurt à New York le 24 janvier 1887 et repose au cimetière de l'Académie de West Point.

## Biographie

### Jeunesse et formation
Charles Pomeroy Stone naît à Greenfield, dans le Massachusetts, fils d'Alpheus Fletcher Stone, médecin de la ville, et de son épouse Fanny Cushing, l'un des dix enfants d'une famille protestante d'origine puritaine. En 1841, il entre à l'Académie militaire de West Point et obtient son diplôme quatre ans plus tard, se classant septième sur 41 cadets. Il partage son temps à l'académie avec un certain nombre d'autres recrues qui joueront par la suite un rôle important dans la guerre de Sécession et dans la période qui la précède, notamment des sécessionnistes ardents comme William Logan Crittenden (en). Il est nommé second lieutenant par brevet de l'artillerie le 1er juillet 1845, et sa sœur cadette, Fanny Cushing Parker (1827-1898), se convertit au catholicisme.

### Carrière militaire

#### Officier adjoint
Stone reste à West Point, où il est professeur adjoint et enseigne la géographie, l'histoire et l'éthique du 28 août 1845 au 13 janvier 1846. Il est ensuite affecté à l'arsenal de Watervliet (en), dans l'État de New York, en tant qu'officier adjoint de l'arsenal, puis à la forteresse Monroe, à Old Point Comfort, en Virginie, tous deux en 1846. Pendant son séjour, Stone travaille à l'arsenal et est l'assistant du capitaine Benjamin Huger, sous lequel il servira pendant la guerre contre le Mexique.

#### Guerre américano-mexicaine

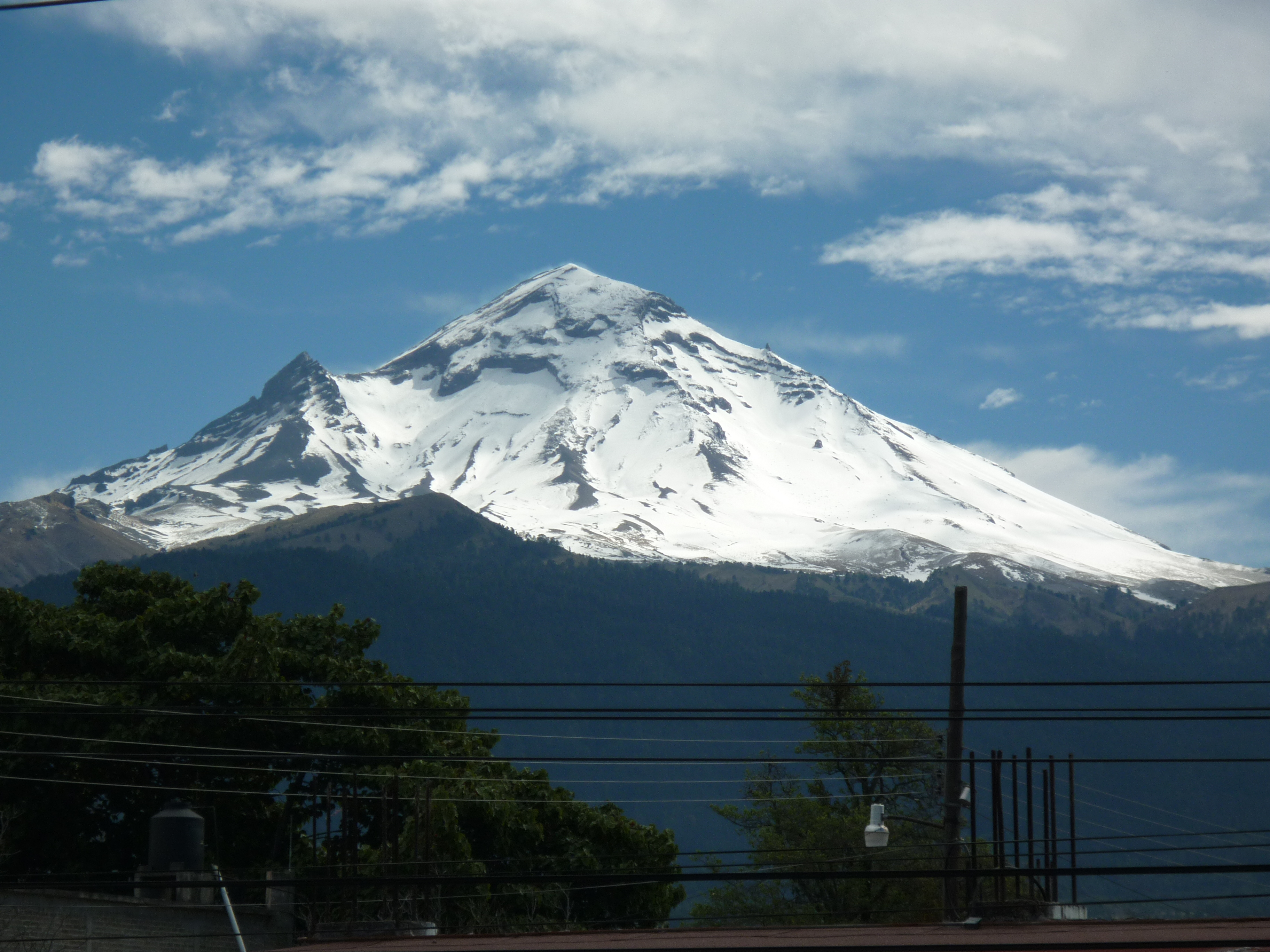
Le volcan mexicain Popocatepetl en 2009 ; Stone a gravi son sommet en 1848.

Combattant avec l'armée du major général Winfield Scott pendant la guerre américano-mexicaine, Stone est promu second lieutenant le 3 mars 1847. Il participe d'abord au siège de Veracruz du 9 au 29 mars, puis à l'escarmouche près d'Amazoque le 14 mai et à la bataille de Contreras les 19 et 20 août. Stone combat ensuite notamment lors de la bataille de Molino del Rey le 8 septembre, et est nommé first lieutenant par brevet à compter de cette date pour « conduite courageuse et méritoire » lors de cet affrontement.
Le 13 septembre 1847, Stone participe à la bataille de Chapultepec et est nommé par brevet comme captain pour sa conduite ce jour-là. Il participe ensuite à la bataille de Mexico jusqu'au 15 septembre et fait partie d'une équipe qui réussit à escalader le volcan Popocatepetl, hissant un drapeau américain à son sommet. Il est l'un des premiers membres du Aztec Club en 1847, une société militaire formée par des officiers de l'armée américaine qui avaient servi au Mexique.

#### Côte pacifique
Après la fin de la guerre contre le Mexique, Stone retourne à l'arsenal de Watervliet en 1848, où il reprend son poste d'officier adjoint de l'arsenal. Il obtient ensuite un congé de l'armée américaine et se rend en Europe pour y étudier les pratiques militaires des armées pendant deux ans. En 1850, il reprend brièvement ses fonctions à l'arsenal de Watervliet, puis se voit confier le commandement de l'arsenal de Fort Monroe en 1851. Cette même année, Stone est nommé chef de l'arsenal pour le département du Pacifique, poste qu'il occupe jusqu'en 1855, et commence la construction de l'arsenal de Benicia en Californie cette année-là. Pendant cette période, il est promu au grade de first lieutenant, à compter du 26 février 1853.

### Vie civile
Le 17 novembre 1856, il démissionne de son poste dans l'armée américaine, « jugeant la solde insuffisante » pour sa famille. Il devient brièvement banquier en 1856 à San Francisco, mais la banque fait faillite l'année suivante en raison de « la fuite de son trésorier ». Stone retourne alors au Mexique, où il occupe divers postes gouvernementaux. De 1857 à 1860, il arpente l'État mexicain de Sonora et de 1858 à 1860, il traverse la Basse-Californie. De 1858 à 1859, Stone est également consul intérimaire à Guaymas, le centre municipal de Sonora. En 1860, il ramène sa famille aux États-Unis et s'installe à Washington, D.C.. En 1861, il publie les résultats de ses levés, intitulés Notes on the State of Sonora (« Notes sur l'État de Sonora »).

### Guerre de Sécession

#### Défense de Washington D.C.

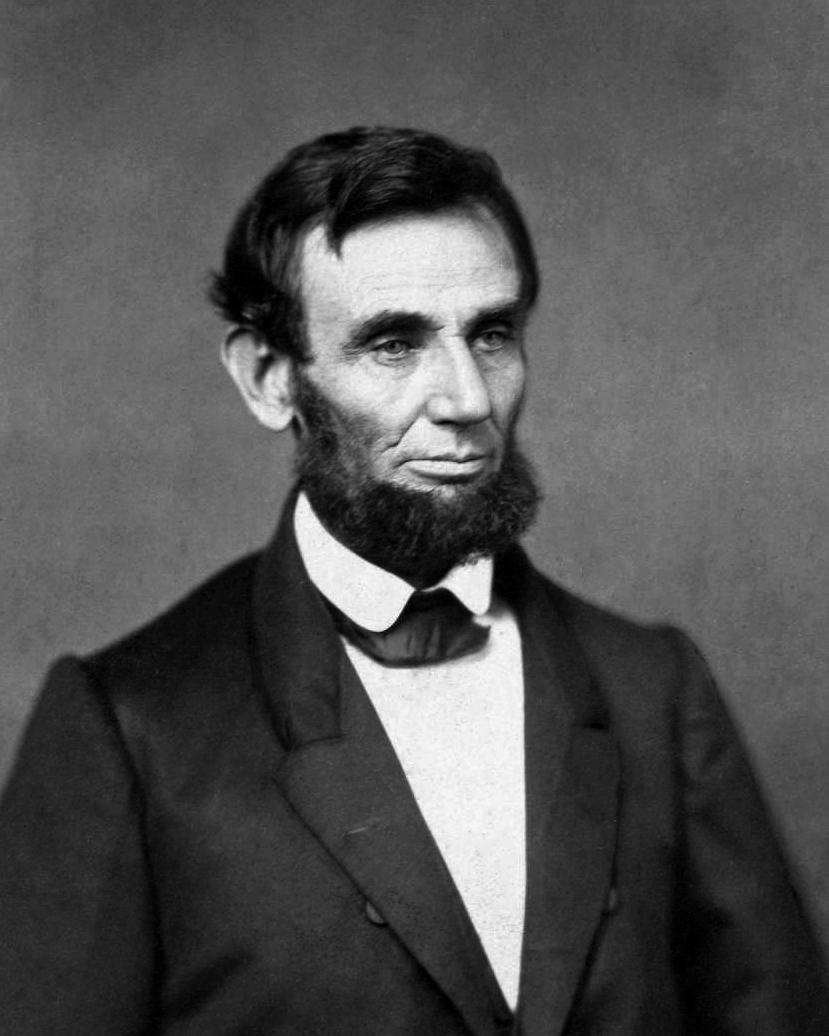
Abraham Lincoln entre mars et juin 1861. Stone assure personnellement la sécurité de la capitale pour la cérémonie d'investiture du nouveau président américain.

Au moment où éclate la sécession, Stone se retrouve à Washington pour rédiger son rapport sur Sonora. Après un dîner avec son ancien commandant Winfield Scott, Stone est nommé inspecteur général de la milice du district de Columbia au grade de colonel à compter du 1er janvier 1861, et est ainsi réputé être le premier officier volontaire incorporé dans l'armée de l'Union avant la guerre de Sécession. À ce titre, il sécurise la capitale en prévision de l'arrivée du président élu Abraham Lincoln et est personnellement responsable de la sécurité lors de la cérémonie d'investiture du nouveau président. L'un de ses actes les plus importants dans ce rôle est de faire échouer une tentative de coup d'État contre l'administration naissante de Lincoln par les milices sudistes et la société secrète connue sous le nom de Knights of the Golden Circle. Stone est informé que des milices de Baltimore et des environs ont l'intention d'infiltrer Washington et de s'emparer de la ville par la force lors de l'investiture de Lincoln.
Il traite rapidement avec deux officiers de la milice (qu'il sait être des sécessionnistes) : D'abord, Stone manœuvre un commandant (« Doctor B--- » de la « National Volunteers Company ») pour qu'il lui remette une liste complète de 100 hommes de sa compagnie de 300 hommes pour recevoir un ordre d'armement ; Stone accepte la liste et l'enferme dans un tiroir de son bureau et souhaite le bonjour au commandant ; en retour, le commandant quitte son domicile de Washington D. C. pour se mettre au service des Confédérés, son organisation étant démantelée ; le second officier (« Captain Schaeffer » de la compagnie des « National Rifles ») fut contraint par Stone de céder deux obusiers, ainsi que des sabres et des revolvers à l'armurerie de D.C. au motif que de telles armes n'appartenaient pas à une compagnie de fusiliers. Stone lui propose ensuite d'être nommé major. L'homme refusa de prêter serment et découvrit alors qu'il avait également perdu sa commission de capitaine puisqu'il n'avait pas joint une copie du serment à sa lettre d'acceptation.
Schaeffer et les sécessionnistes quittèrent la compagnie des « National Rifles » qui fut transformée par Stone en une compagnie loyale à l'Union sous les ordres du lieutenant (élu captain) Smead. Les actions rapides de Stone désintégrèrent le complot contre l'inauguration. Stone fut nommé colonel du 14e régiment d'infanterie américain (en) le 14 mai, puis brigadier général dans l'armée de l'Union en août, gradé à partir du 17 mai. Il commande une brigade de l'armée de la Shenandoah du général de division Robert Patterson pendant la première bataille de Bull Run en juillet 1861. Stone se voit ensuite confier le commandement d'une division, appelée Corps d'observation, chargée de surveiller les gués le long du cours supérieur du Potomac cet automne-là.

#### Tensions politiques
Dans ses efforts pour exécuter ses ordres et maintenir la discipline, Stone s'attire l'attention et la colère du gouverneur de son État, John A. Andrew, et de Charles Sumner, le sénateur américain le plus âgé du Massachusetts, deux hommes politiques républicains radicaux puissants et influents. Fin septembre, Stone émet des ordres généraux demandant à ses hommes « de ne pas inciter et encourager l'insubordination parmi les serviteurs de couleur du voisinage ». Lorsque deux esclaves en fuite arrivent dans leurs lignes, l'un de ses régiments, le 20e régiment d'infanterie du Massachusetts (en), les attrape rapidement et les rend à leur propriétaire. Cette action est conforme aux ordres de Stone ainsi qu'aux lois fédérales et du Maryland. Cependant, de nombreux membres du 20e régiment du Massachusetts étaient des abolitionnistes qui n'étaient pas d'accord avec l'insistance de Stone à renvoyer les fugitifs en esclavage et qui écrivent à leurs familles et à leurs représentants pour leur faire part de l'incident. Le gouverneur Andrew réprimanda vivement le colonel du régiment, qui remit la lettre à Stone, lequel lui répondit après l'avoir lue, et dont le contenu fut résumé comme suit par l'historien militaire Bruce Catton : « ce régiment est désormais au service des États-Unis et le gouverneur n'a pas à se mêler de la discipline, le jeune lieutenant et le colonel ont fait correctement ce qu'on leur a dit de faire et n'ont pas à être réprimandés par un quelconque gouverneur, et le gouverneur pourrait-il à l'avenir ne pas s'en mêler ? »,.
D'autres lettres enflammées ont été échangées entre Andrew et Stone, puis Andrew a impliqué Sumner, qui a rapidement et fermement dénoncé Stone au Sénat américain. La réponse écrite de Stone à cette dénonciation — décrite « en des termes si amers qu'il semblait presque défier le sénateur en duel »,, — a encore envenimé la situation. Les relations de Stone avec ces deux hommes auront des conséquences tragiques dans son avenir proche,.

#### Ball's Bluff
Le 20 octobre 1861, Stone reçoit l'ordre du major général George B. McClellan d'effectuer une reconnaissance de la rivière Potomac afin de rendre compte des activités confédérées à Leesburg, en Virginie. McClellan espère que cette action, combinée au mouvement de la division de 13 000 hommes du général de brigade George A. McCall vers Dranesville la veille, encouragera les Confédérés à se retirer de la région sans engagement. Ce message de l'état-major de McClellan décrit la situation et les ordres de Stone :

« Le général McCall a occupé Dranesville hier et s'y trouve toujours. Il enverra aujourd'hui d'importantes reconnaissances dans toutes les directions à partir de ce point. Le général souhaite que vous gardiez un bon œil sur Leesburg, pour voir si ce mouvement a l'effet de les chasser. Peut-être qu'une légère démonstration de votre part aurait pour effet de les faire bouger. »,

Grâce à cet ordre, Stone pouvait raisonnablement penser qu'il pouvait compter sur le soutien de McCall en cas de besoin. Ce qu'il ignorait, c'est que McClellan avait ordonné à McCall de retourner à sa position précédente à Langley le 21 octobre, éloignant ainsi toute aide pour Stone. La division de Stone comptait environ 10 000 hommes et était postée autour de Poolesville, dans le Maryland, à environ huit miles de Leesburg, avec des portions de son commandement à des points le long de la rive du Potomac. Il déplace son artillerie à Edward's Ferry, le long du Potomac, d'où il peut bombarder les bois de l'autre côté du fleuve, tenus par les forces confédérées. Stone envoie alors trois petits bateaux avec une centaine d'hommes du 1er régiment d'infanterie du Minnesota, qui reviennent rapidement sans incident. Au coucher du soleil, il envoie une petite patrouille de 20 soldats du 15e régiment d'infanterie du Massachusetts en éclaireur vers Leesburg pour voir si les mouvements de l'Union ont eu l'effet escompté ou non. Traversant la rivière à Harrison's Island, ces hommes escaladèrent Ball's Bluff et rencontrèrent ce qu'ils pensaient être un camp confédéré d'au moins trente hommes à moins d'un mile à l'intérieur des terres. La patrouille retourne à Harrison's Island vers 22 heures et fait son rapport par messager à Stone à Edwards Ferry,.

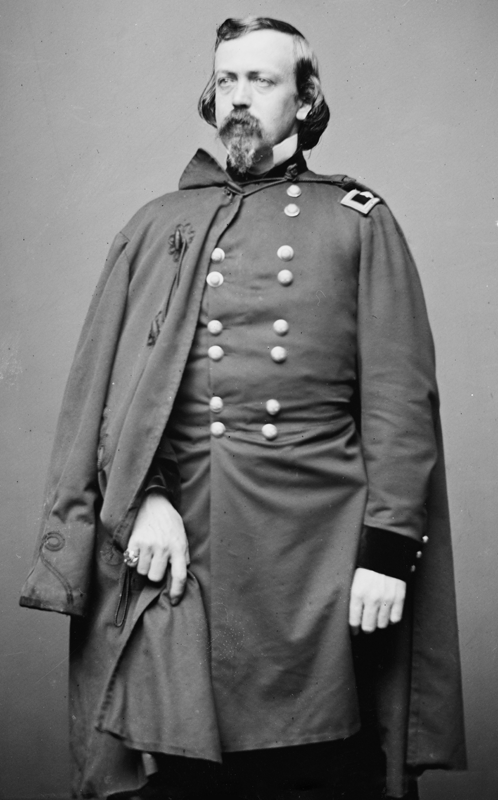
Stone mène en tant que brigadier général ses troupes lors de la bataille de Ball's Bluff, le 21 octobre 1861.

En réponse à ce rapport, Stone pense que les forces confédérées quittent effectivement Leesburg et décide d'enquêter davantage. Alors qu'il fait traverser une partie de son commandement directement à Edwards Ferry à 17 heures, Stone ordonne au colonel Charles Devens et à 300 hommes de son 15e régiment du Massachusetts de traverser immédiatement vers Ball's Bluff cette nuit-là. Les instructions de Stone étaient de « marcher silencieusement sous le couvert de la nuit jusqu'à la position du camp [et] de l'attaquer et de le détruire au lever du jour […} et de retourner rapidement sur l'île »,,. Devens exécute les ordres de Stone et effectue la difficile traversée à bord de trois petits bateaux de dix hommes, ce qui lui prend quatre heures. Stone laisse également à Devens le soin de décider de ce qu'il fera après l'attaque : tenir Leesburg ou retourner à Harrison's Island. Stone ordonne au reste du 15e régiment du Massachusetts de se rendre sur place en y ajoutant le 20e régiment du Massachusetts, sous les ordres du colonel William R. Lee, et ordonne au colonel et sénateur américain Edward D. Baker de prendre le commandement général. Devens ne trouve aucun campement car une patrouille précédente a apparemment confondu des bottes de maïs avec des tentes dans l'ombre du soir ; il s'arrête et demande des instructions à Stone, qui lui répond de se rapprocher de Leesburg. Devens décide de rester sur place, attendant plusieurs heures les renforts, lorsque les escarmouches commencent à 7 heures du matin, avant l'arrivée de Baker,.

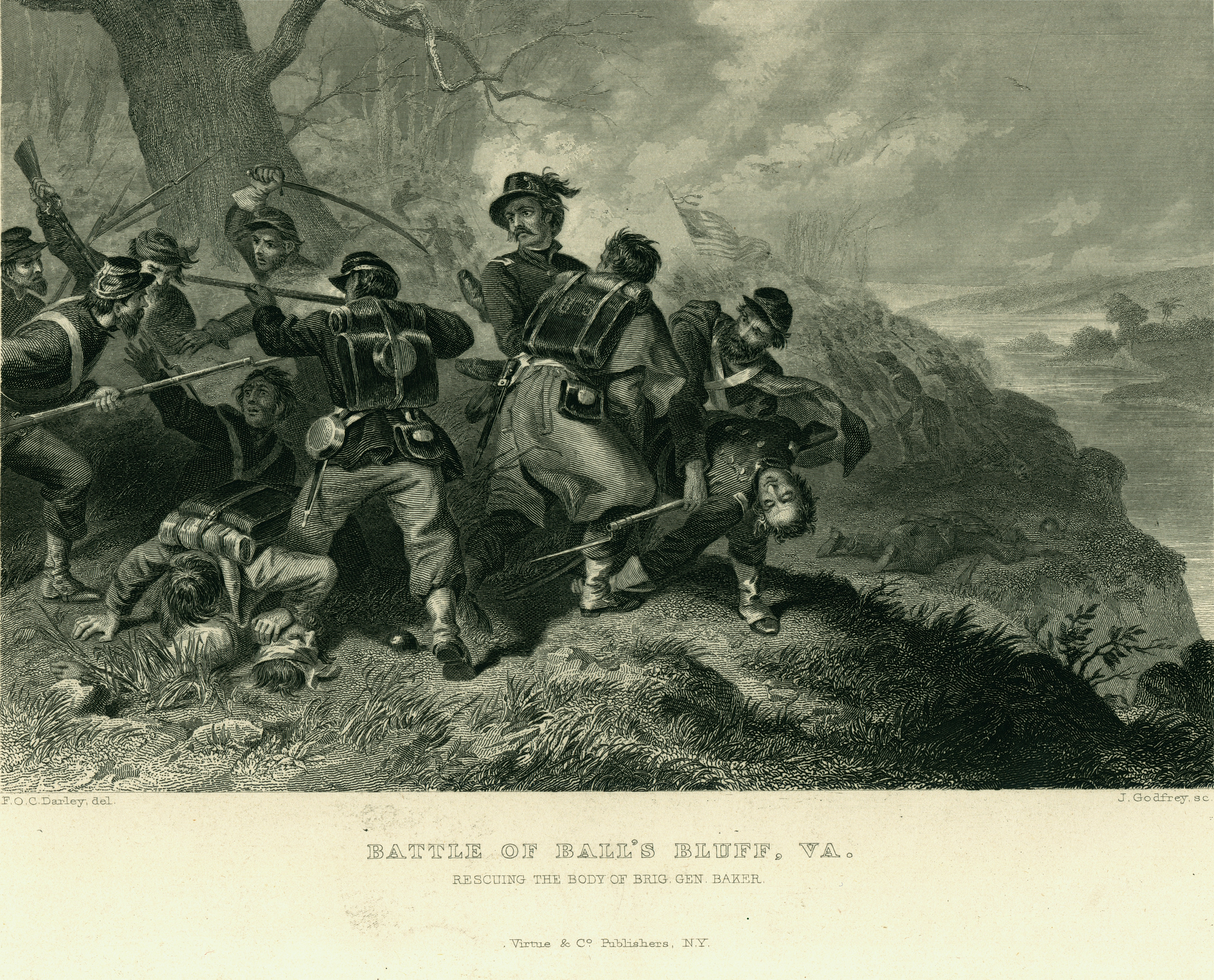
Sauvetage du corps du général de brigade Baker (gravure de 1865). La mort du sénateur de l'Oregon, Edward Dickinson Baker, est l'un des arguments retenus contre Stone lors de son emprisonnement.

Le colonel confédéré Nathan G. « Shanks » Evans est responsable des forces opposées à Stone, et lorsqu'il apprend l'existence des passages, il divise son commandement de 2 000 hommes. Trois de ses régiments reçoivent l'ordre de s'occuper de Stone en bloquant la route d'Edwards Ferry à Leesburg, tandis que les autres combattent et vainquent la force de Baker à Ball's Bluff. Comme Baker n'envoie aucune information, Stone ignore qu'une bataille se déroule à cet endroit et, trouvant son chemin bloqué par les Confédérés, retourne à Edwards Ferry. Il se dirige alors vers Harrison's Island, apprend la défaite de Ball's Bluff et demande rapidement à McClellan l'aide de McCall, qu'il croit à proximité mais qui se trouve en fait à plus de vingt miles de là,.
Stone perdit environ 1 000 hommes qui furent tués, blessés, capturés ou noyés pendant la bataille de Ball's Bluff, tandis que les Confédérés en perdirent moins de 160. Le total de l'Union comprenait Baker, le seul sénateur américain en exercice tué au combat lorsque « quatre balles l'ont transpercé, et il était mort avant de toucher le sol »,. La mort de Baker et l'action à Ball's Bluff allaient avoir de graves conséquences pour Stone, et aussi affecter la façon dont la guerre serait poursuivie,,. Dans son rapport officiel sur la bataille du 24 octobre, McClellan ne tient pas Stone personnellement responsable de la défaite, disant que « le désastre a été causé par des erreurs commises par le commandant immédiat - pas par le général Stone »,.

#### Arrestation et emprisonnement

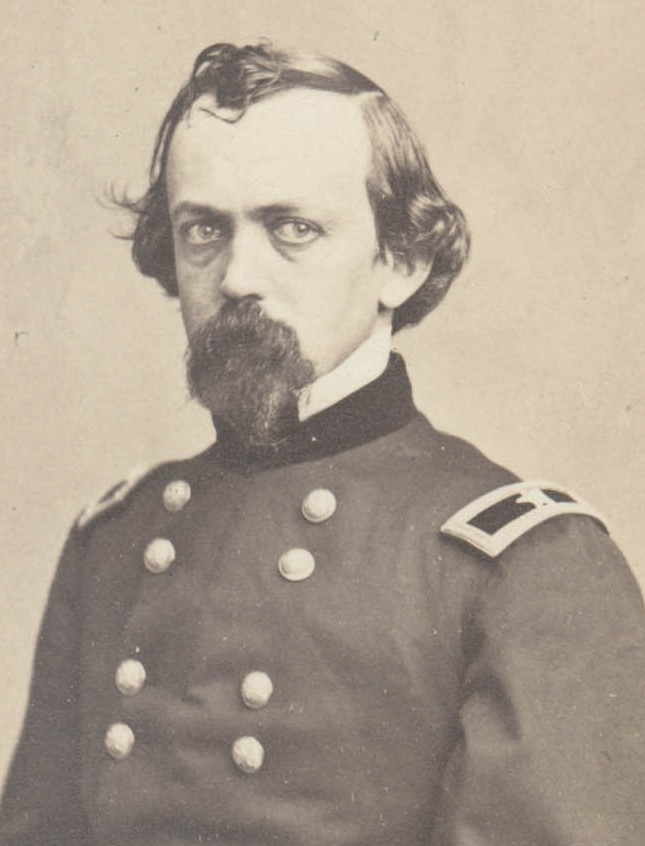
Officier général de l'Armée de l'Union, Stone est emprisonné en 1862 avec pour motif d'accusation ses manœuvres à Ball's Bluff.

Stone a fait l'objet de nombreuses critiques publiques ; la Commission mixte sur la conduite de la guerre (en) du Congrès américain a été créée à la suite des éloges de Baker au Congrès et de sa colère face à la défaite. Ce groupe de sept personnes appela Stone comme l'un de ses premiers témoins sur l'affaire de Ball's Bluff, et tous les témoignages qu'il donna, ainsi que ceux de 38 autres personnes, furent gardés secrets. Avant la fin du mois d'octobre 1861, le rapport officiel de Stone sur Ball's Bluff avait été divulgué au journal New-York Tribune, et Stone y louait la bravoure de Baker tout en soulignant ses lacunes en tant que commandant sur le terrain. Les alliés de Baker au Congrès, parmi lesquels le gouverneur Andrew et le sénateur Sumner, dénoncent ouvertement ce rapport et commencent à accuser Stone, et non Baker. La loyauté de Stone envers l'Union et sa position sur l'esclavage sont davantage mises en cause que ses capacités et ses décisions militaires. Les questions de la commission l'accusaient de communications fréquentes et inappropriées avec les Confédérés, de ne pas avoir renforcé Baker, d'avoir utilisé ses hommes pour protéger les biens des propriétaires d'esclaves dans le Maryland et d'avoir rendu les esclaves fugitifs à leurs propriétaires, bien que les deux derniers points soient conformes à la loi du Maryland ainsi qu'à la loi fédérale. Un autre problème pour la défense de Stone est un ordre de McClellan lui interdisant de témoigner « concernant ses plans [de McClellan], ses ordres pour le mouvement des troupes ou ses ordres concernant la position des troupes »,, ce qui empêche Stone d'expliquer ses mouvements à la Commission, mais tient également McClellan à l'écart de l'enquête,.

« S'il est un traître, je suis un traître et nous sommes tous des traîtres. »

— Réaction de Winfield Scott à l'arrestation de Stone,
Soupçonné de déloyauté et de trahison, Stone est arrêté juste après minuit le 8 février 1862, sur ordre du général de division McClellan, qui agit conformément aux ordres du secrétaire à la Guerre Edwin M. Stanton, datés du 28 janvier. Stone était attendu près de son domicile à Washington par 18 soldats dirigés par le brigadier-général George Sykes. Lorsque Stone s'approcha, Sykes déclara : « J'ai maintenant le devoir le plus désagréable à accomplir que j'ai jamais eu - c'est de vous arrêter »,. Lorsque Stone demanda avec colère pourquoi, Sykes répondit : « Je ne sais pas. C'est sur ordre du major-général George B. McClellan, général en chef de l'armée […] Je peux tout aussi bien vous dire que vous allez être envoyé à Fort Lafayette (en) »,, ce qui choque Stone, qui déclare : « C'est là qu'ils envoient les sécessionnistes ! J'ai été un soldat aussi fidèle au gouvernement que n'importe quel autre soldat en service »,.
Sous bonne garde, Stone reçoit l'ordre d'être envoyé par train à la prison militaire de Fort Lafayette. Lorsqu'il atteint le dépôt ferroviaire de Philadelphie, la confusion concernant le paiement de son billet pousse Stone à acheter son propre billet. À son arrivée, il est immédiatement mis à l'isolement, mais il parvient à engager un avocat et attend que des accusations officielles soient portées contre lui. Selon les Articles of War, cela devait être fait dans les huit jours suivant l'arrestation, mais cela n'a jamais été fait dans le cas de Stone. Il envoie plusieurs demandes de renseignements à McClellan, au bureau de l'adjudant-général de l'armée et à Stanton lui-même, qui déclara que « […] les accusations étaient examinées avant d'être rendues publiques… », mais il ne reçoit aucune explication satisfaisante.

« En période de grande détresse nationale, il est moins dommageable de garder un commandant en prison sans l'avoir jugé que de retirer plusieurs bons officiers des champs de bataille actifs pour le mettre à l'épreuve. »

— Le président des États-Unis, Abraham Lincoln,
Contrairement au règlement de l'armée américaine, aucune charge n'a jamais été retenue contre Stone et il n'a jamais été jugé. Pendant qu'il était en isolement à Fort Lafayette, il ne pouvait pas faire d'exercice et, par conséquent, la santé de Stone commença à se dégrader. Ses médecins protestèrent vivement auprès de Stanton, qui ordonna son transfert à la prison militaire de Fort Hamilton. Là, Stone fut autorisé à faire de l'exercice et son état s'améliora. Il resta à Fort Lafayette pendant cinquante jours et passa encore 139 jours à Fort Hamilton. Stone fut finalement libéré sans explication ni excuse le 16 août 1862. La raison de sa libération vient d'une nouvelle loi rédigée par le sénateur californien James A. McDougall (en). Dans un ajout mineur à un autre projet de loi, McDougall réitère l'exigence des Articles of War selon laquelle les accusations officielles doivent être déposées dans les huit jours suivant l'arrestation, mais il ajoute que tout officier emprisonné doit être jugé dans les trente jours. McDougall a également précisé que cette législation s'appliquait aux personnes en état d'arrestation, ce qui couvrait le cas de Stone. La loi fut adoptée par le Congrès américain et promulguée par le président Lincoln le 17 juillet 1862. Stanton attendit alors les trente jours avant de libérer Stone,.
Il est possible, mais non pas assuré, que le président Lincoln ait ordonné l'arrestation de Stone. Dans une communication du 30 septembre 1862, le général en chef H. W. Halleck écrit à propos de l'arrestation de Stone : « J'ai cru comprendre qu'elle avait été effectuée sur ordre du président »,.

#### Libération et réaffectation
Après sa libération, Stone rentre chez lui à Washington et attend les ordres, tout en continuant à essayer de se disculper. Malgré son arrestation et sa détention, les services de Stone sont toujours demandés. En septembre 1862, alors que la campagne du Maryland se déroule, McClellan demanda au ministère de la Guerre de réintégrer Stone, mais Stanton refuse. Lorsque le général Joseph Hooker prend le commandement de l'armée du Potomac au début de l'année 1863, il demande à Stone d'être son chef d'état-major, mais Stanton refuse également cette demande. Le 27 février, Stone est enfin autorisé à entendre le témoignage qui a provoqué son arrestation, et comme McClellan n'est plus son commandant, Stone peut répondre librement aux accusations. Il le fit à la satisfaction de la commission, qui publia peu après ses conclusions révisées, innocentant Stone. Les faits étant désormais connus, le New York Times publia un éditorial :

« Le général Stone a commis une faute flagrante - une faute qui restera probablement comme la pire tache du camp national dans l'histoire de la guerre. »,

Sans affectation jusqu'en mai, Stone est affecté au département du Golfe, où il fait partie de la commission de reddition à Port Hudson et participe à la campagne de la Red River en tant que chef d'état-major du général de division Nathaniel P. Banks. Cependant, le 4 avril 1864, Stanton ordonne que Stone soit démobilisé de son poste de général de brigade volontaire et qu'il reprenne son grade de colonel au sein de l'armée régulière. Il sert brièvement comme commandant de brigade dans l'armée du Potomac pendant le siège de Petersburg, mais démissionne finalement de l'armée le 13 septembre 1864, avant la fin de la guerre.

### Dernières années

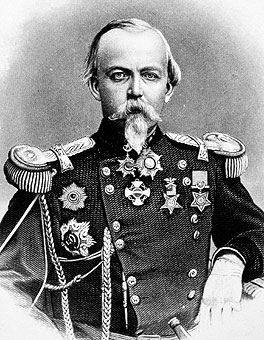
Charles Pomeroy Stone est gradé lieutenant général et titré Pacha au sein de l'armée égyptienne, dans les années 1870.

Après la fin de la guerre de Sécession en 1865, Stone travaille comme ingénieur puis surintendant pour la Dover Mining Company de Virginie jusqu'en 1869,. L'année suivante, William T. Sherman, qui était devenu le commandant général de l'armée américaine, recommanda à Stone de servir dans l'armée égyptienne. De 1870 à 1883, il servit comme chef de cabinet et aide de camp général du khédive Ismaïl Pacha d'Égypte. Il y reçoit le grade de ferik (en), équivalent à celui de lieutenant général, et le titre de Ferik Pacha. La carrière de Stone dans l'armée égyptienne fut décrite de la manière suivante :

« Stone a bien servi le khédive en mettant en place un état-major général, en étendant les frontières de l'Égypte et en créant des écoles pour l'éducation des soldats égyptiens et de leurs enfants. Il resta au service du khédive Ismaïl (et du successeur d'Ismaïl, son fils Tawfiq) pendant 13 ans. Lorsque les Britanniques ont bombardé Alexandrie et qu'Urabi a mené la révolte de l'armée égyptienne, Stone est resté avec Tawfiq à Alexandrie, alors que sa femme et ses filles étaient bloquées au Caire. »,

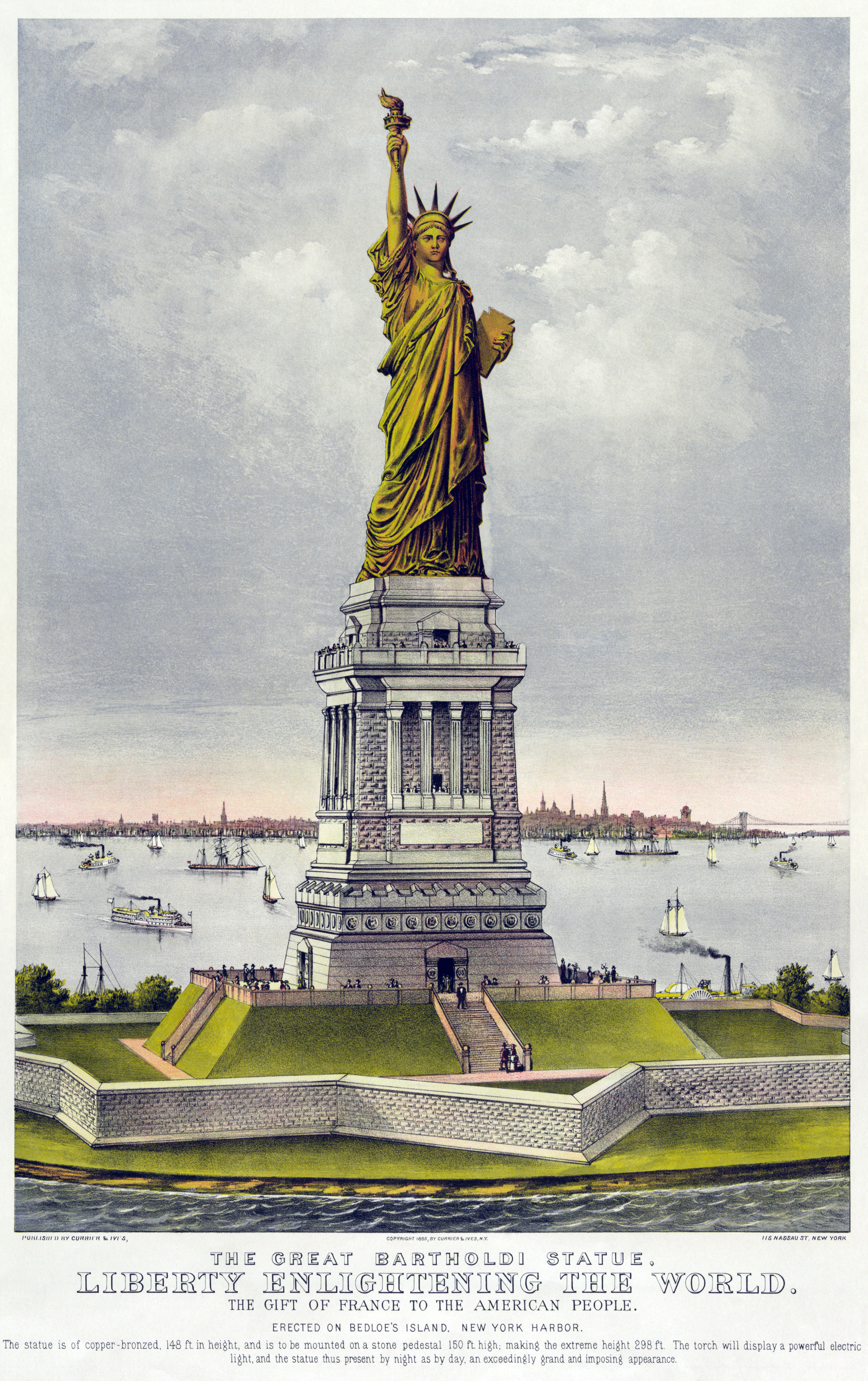
Chromolithographie réalisée en 1885 présentant la liberté éclairant le monde : Stone est chargé de ses fondations ainsi que de son piédestal.

Stone est ensuite retourné aux États-Unis, où il travaille comme ingénieur pour la Florida Ship Canal Company (en) en 1883. En 1884, il accepte le poste d'ingénieur en chef du projet de la Statue de la Liberté à Bedloe's Island, dans le port de New York, et planifie et supervise la construction du piédestal de la Statue de la Liberté, des fondations en béton et du remontage de la Statue de la Liberté après son arrivée de France. Stone est le grand maréchal de la parade d'inauguration à Manhattan le 28 octobre 1886. Il tombe malade quelques mois plus tard et meurt d'une pneumonie à son domicile de New York. Le général Stone est enterré au cimetière national de West Point.

## Mariage et descendance
En 1853, Stone épouse Maria Louisa Clary, fille d'Esther Philipson et du lieutenant Robert Emmett Clary (en), camarade de classe de Jefferson Davis à West Point ; Davis a servi de témoin au mariage d'Esther le 31 mars 1829,.
Maria Louisa Clary meurt à Washington, D.C. en 1862, peu après la libération de Stone de Fort Hamilton. Alors qu'il sert à La Nouvelle-Orléans en 1863, Stone tombe amoureux de Jeanne Stone dont il a deux filles et un fils, John Stone Stone, qui deviendra plus tard un pionnier dans le domaine de la télégraphie sans fil.

## Postérité
L'historien militaire Ezra J. Warner considère comme illégitime le traitement réservé à Stone à la suite de Ball's Bluff, déclarant en 1964 :

« L'arrestation et l'emprisonnement de Stone sont sans équivalent dans les annales de la jurisprudence militaire et/ou civile américaine […]. il a été victime d'une manifestation de la part du Comité mixte sur la conduite de la guerre pour venger la mort d'un de leurs collègues et faire savoir qu'il s'agissait d'une guerre au couteau, et d'une guerre visant à mettre fin à l'esclavage ainsi qu'à préserver l'Union. »,

## Sources